# 曽々木海岸

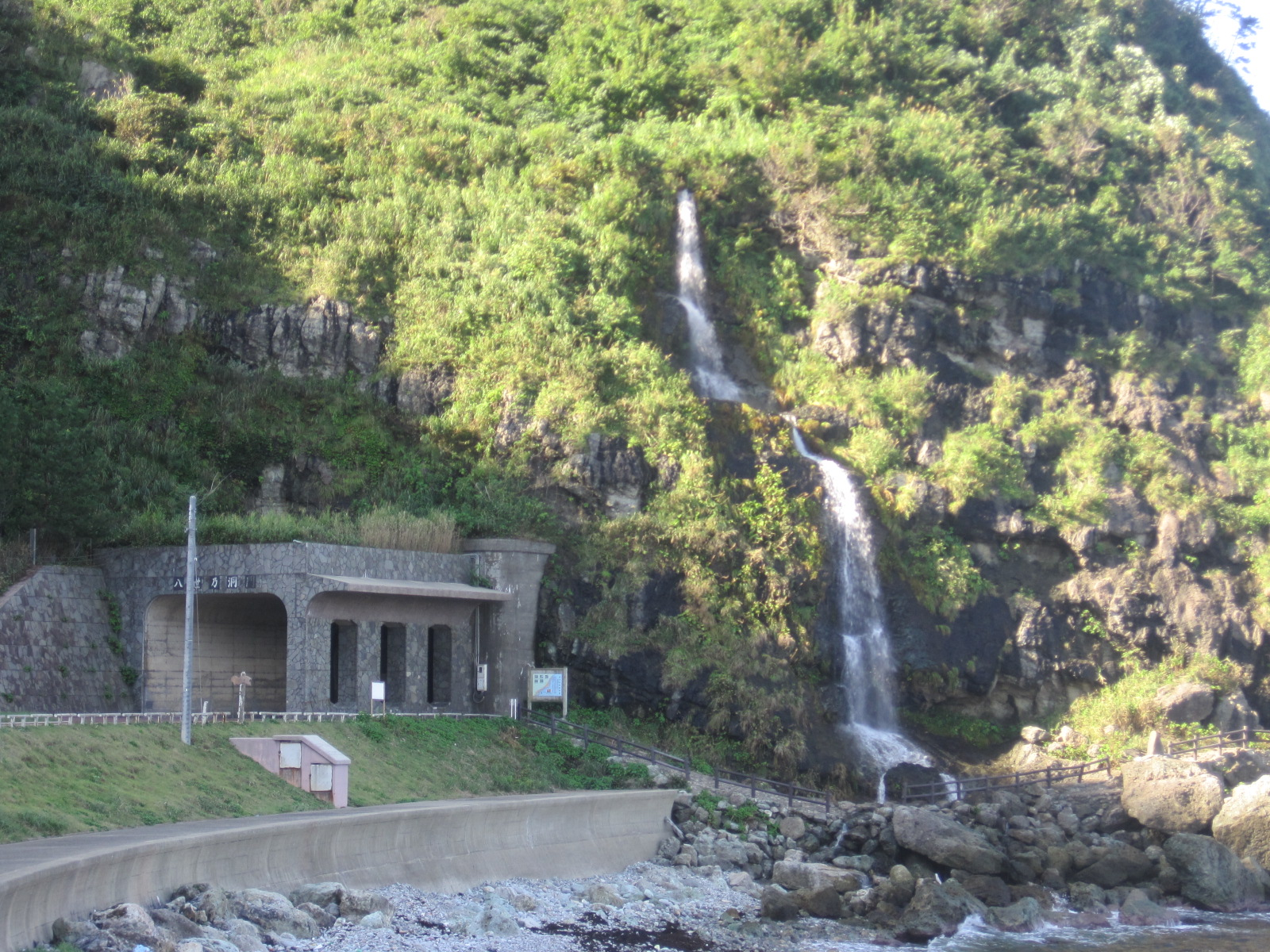
曽々木海岸にある垂水の滝と八世乃洞門（旧道）

曽々木海岸（そそぎかいがん）は、石川県輪島市にある海岸。能登半島有数の景勝地で、国の名勝および天然記念物に指定されている。海岸の背後に岩倉山が迫り込んでいたことから、「能登の親不知」と呼ばれるほどの難所として知られた。2015年（平成27年）4月24日、「灯り舞う半島 能登 -熱狂のキリコ祭り-」の構成文化財として日本遺産に認定される。名所のひとつである窓岩は、2024年（令和6年）1月1日に発生した能登半島地震で崩落した。

## 概要
曽々木海岸
主に流紋岩からなる岩盤が日本海の荒波によって浸食、無数の奇岩が見られる。主な奇勝として権現岩、窓岩、水門岩などの奇岩、また行者穴と呼ばれる洞門などがある。中でも窓岩は板状の岩の真ん中に窓の如く穴が開いた奇岩で、同公園のシンボル。窓岩ポケットパークが整備されており、観光拠点にもなっている。冬には曽々木海岸で見られる波の花が奥能登の風物詩となっている。なお、海岸沿いの歩道にある「せっぷんとんねる」がかつて恋人の聖地に選定されたが、2020年（令和2年）時点ではこれが取り消されている。
垂水の滝
輪島市と珠洲市の境界にある垂水の滝（たるみのたき）は直接海に注ぎ込む滝である。冬場は強風のために水が舞い上がり、滝壺に水が落ちてこない。この現象は全国でも大変珍しい。

## アクセス
- 車：のと里山海道のと三井ICから約35分。
- 公共交通機関：北鉄奥能登バス輪島特急線輪島駅前バス停乗り換え、町野線曽々木口バス停下車[6]。